# Lücklemberg
Lücklemberg ist ein südlicher Stadtteil von Dortmund im Stadtbezirk Hombruch.
Der Ortsname leitet sich von den beiden Bauerschaften Lück und Lemberg ab und wird daher auf der zweiten Silbe betont. Der Vorort ist heute eines der gehobenen stadtnahen Wohngebiete in Dortmund. Im Stadtteil finden sich zahlreiche repräsentative Villen und Herrenhäuser. Zu erwähnen ist insbesondere die Villa Opländer, die 1924 für den Ingenieur und Fabrikanten Louis Opländer errichtet wurde. Später wurde die Villa an den Hoesch-Konzern verkauft, und sie diente lange Jahre dem ehemaligen Staatsminister Harald Koch als Wohnstätte. Die heute nach dem langjährigen Besitzer benannte Hoesch-Villa ist ein Baudenkmal.

## Geschichte
Lücklemberg wurde erstmals um 1150 als Lemberge im Urbar der Reichsabtei Werden erwähnt. Der Ursprungshof der Lemberger Bauerschaft war der Schultenhof Lemberg. Dieser gehörte dem Deutsch-Ritter-Orden, als Eigentümer wird die Kommende Brackel genannt. Der Schultenhof wurde eine Durchgangsstation von Rittern auf dem Weg ins Heilige Land. Am 24. April 1809 wurde der Deutsch-Ritter-Orden durch Napoleon I. aufgehoben und der Hof Eigentum des Großherzogtums Berg. Nach den napoleonischen Kriegen fiel der Besitz 1815 an den preußischen Staat.
Historisch gehörte Lücklemberg zur Grafschaft Mark, die in ständiger Konkurrenz und Fehde zur Reichsstadt Dortmund stand. Historisch verbürgt ist ein Viehdiebstahl der Dortmunder Bürgerschaft im Jahre 1389, als in der Bauerschaft Lücklemberg über 400 Stück Vieh gestohlen wurden.
Ein bekannter Lücklemberger war der Kaufmann Tiedemann von Lemberg, dessen Vater 1298 in Dortmund als Schuster siedelte. Tiedemann von Lemberg spezialisierte sich auf den Fell- und Lederhandel und brachte es zu Reichtum. Schon mit 30 Jahren gehörte er zu den führenden deutschen und internationalen Kaufleuten und machte vor allem durch umfangreiche Finanzgeschäfte im Rahmen der Hanse auf sich aufmerksam. Von 1345 bis 1349 war er im Besitz der englischen Königskrone, die Englands König, Eduard III. dem Kaufmann verpfändet hatte.
Lücklemberg gehörte im Spätmittelalter und der Frühen Neuzeit mit eigener Bauerschaft (Ludeker Buyrschap) im Kirchspiel Wellinghofen und Amt Hörde (historisch) zur Grafschaft Mark. Laut dem Schatzbuch der Grafschaft Mark von 1486 hatten die 9 Steuerpflichtigen Hofbesitzer in der Bauerschaft zwischen 1 oirt und 4 Goldgulden an Abgabe zu leisten. Im Jahr 1705 waren in der Burscafft Lütkenlemberg 8 Steuerpflichtige mit Abgaben an die Rentei Hörde im Kataster verzeichnet. Größter Steuerzahler war Schultze Lemberg.
Gut Kramberg in Lücklemberg gehörte dem Stift Herdecke bis zu dessen Aufhebung im Jahre 1809.
Im 19. Jahrhundert war Lücklemberg eine Landgemeinde im Kreis Hörde und Amt Barop. 1885 hatte die Gemeinde (plus 14 Wohnplätze) eine Fläche von 4,20 km², davon 222 ha Ackerland, 18 ha Wiesen und 123 ha Holzungen. Es gab 175 Wohngebäude mit 311 Haushaltungen und 1697 Einwohner.
Verwaltungstechnisch gehörte Lücklemberg zu Wellinghofen. Der Ort wurde am 1. Mai 1922 nach Wellinghofen eingemeindet.
Auf Lücklemberger Gebiet stand bis in die 1980er Jahre der Heidehof, später ein Schulungszentrum der IG Metall, heute dient das Gebäude als Bürostandort. Überregional bekannt wurde der im März 1951 eröffnete Heidehof durch eine Hausbesetzung im Jahre 1982, als die Gebäude vor dem Abriss gerettet werden sollten.
Erneut in die Schlagzeilen geriet der Vorort im November 1987, als das Hallendach der in den 1950er Jahren erbauten Turnhalle der Olpketalschule einstürzte; zu diesem Zeitpunkt befand sich jedoch niemand in der Halle.

## Bevölkerung
Der Stadtteil Lücklemberg gehört zum statistischen Bezirk Rombergpark-Lücklemberg.
Struktur der Bevölkerung des statistischen Unterbezirkes Lücklemberg:
- Bevölkerungsanteil der unter 18-Jährigen: 13,5 % [Dortmunder Durchschnitt: 16,2 % (2018)][9]
- Bevölkerungsanteil der mindestens 65-Jährigen: 31,5 % [Dortmunder Durchschnitt: 20,2 % (2018)][10]
- Ausländeranteil: 4,7 % [Dortmunder Durchschnitt: 18,2 % (2018)][11]
- Arbeitslosenquote: 2,5 % [Dortmunder Durchschnitt: 9,8 % (2018)][12]

Bevölkerungsentwicklung
| Jahr | Einw. |
| ---- | ----- |
| 2003 | 4672  |
| 2008 | 4742  |
| 2010 | 4750  |
| 2013 | 4795  |
| 2018 | 4871  |

## Sehenswertes
Im Stadtteil findet sich das private Theater Olpketal, die Heimatbühne des Dortmunder Originals Bruno Knust, genannt Günna.

## Sportvereine
- Reit- und Fahrverein Dortmund-Süd: Reiten
- HC Dortmund Süd

## Persönlichkeiten
- Heinrich Frommknecht (1932–2018), ein  Betriebswirt und Versicherungsmanager, der unter anderem als Vorstandsvorsitzender der Signal Versicherungen in Dortmund tätig war, lebte in Lücklemberg.[13]